# CTIS

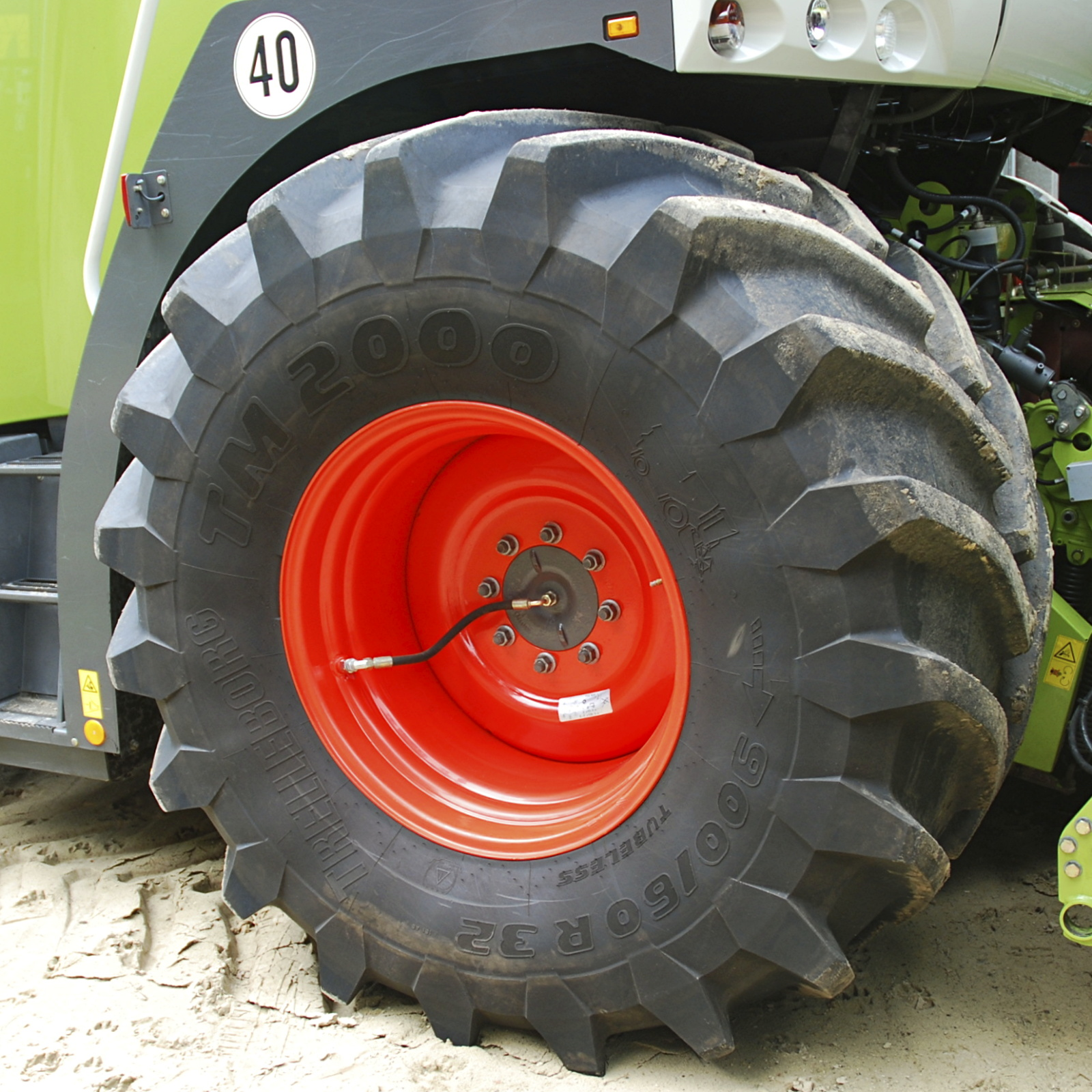
Fälthack däck med CTIS

CTIS (Central Tire Inflation System - central däcktrycksreglering) är en konstruktion som gör att man kan reglera lufttrycket i däcken på ett fordon under färd. CTIS används främst på militära terrängfordon och har förekommit i olika varianter sedan andra världskriget.